# 龍吟寺石刻造像

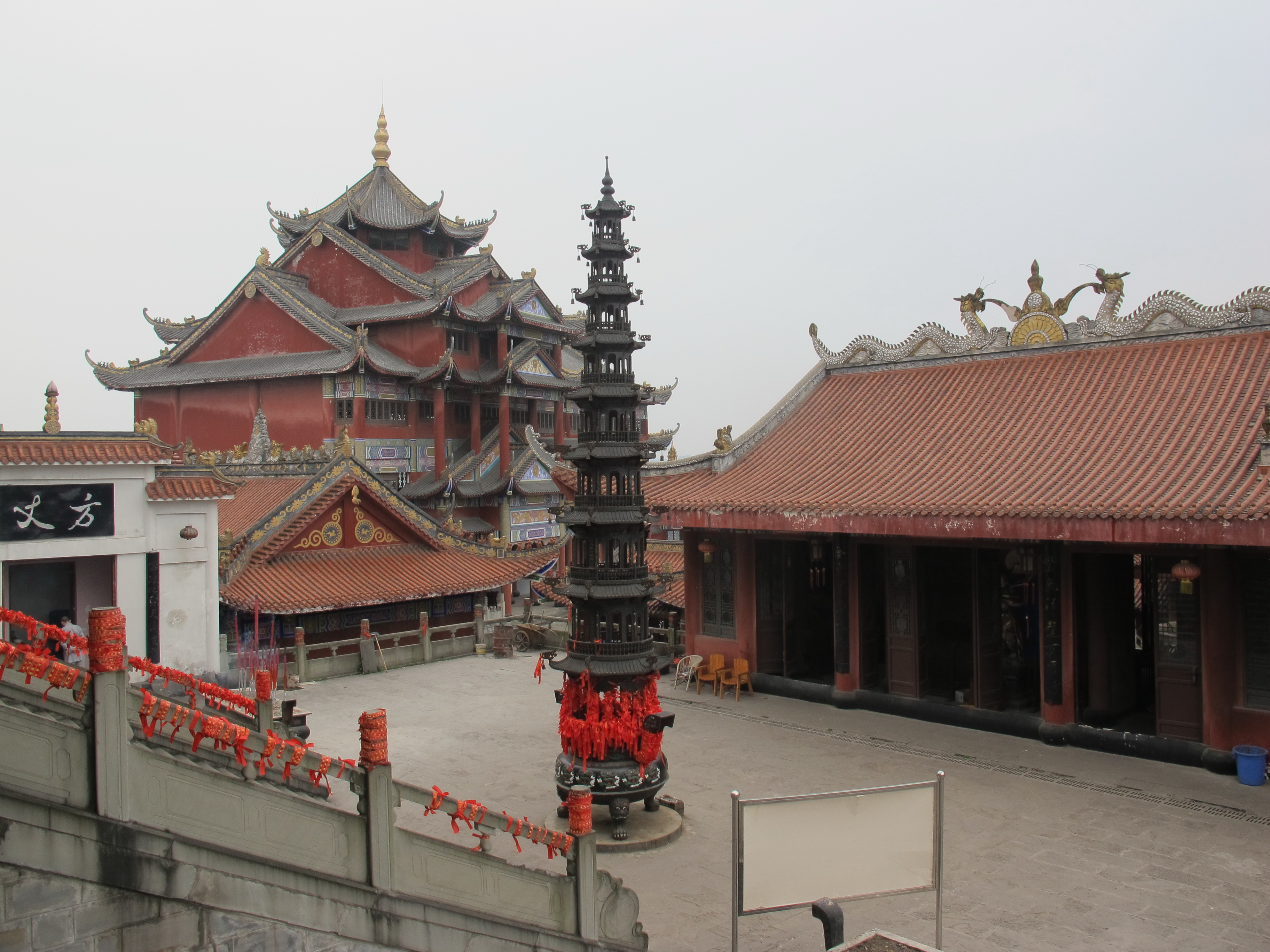
龙吟寺

龍吟寺石刻造像位於四川省長寧縣萬岑鎮，文物遺址年代判定為明、清。1996年9月16日公佈為四川省第四批省級文物保護單位。